# Gea (bande dessinée)
Pour les articles homonymes, voir GEA et Gea.
Gea est une bande dessinée italienne (ou Fumetti) fantastique en noir et blanc créée par Luca Enoch et publiée semestriellement en Italie entre 1999 et 2007 par Sergio Bonelli Editore. C'est la première série de Bonelli entièrement réalisée (dessins et scénario) par un seul auteur (la seconde est Lilith, réalisée par le même auteur), qui a également fourni une conclusion définitive à son histoire avec le numéro 18. Chaque histoire est compréhensible en elle-même mais l'intrigue générale suit une structure narrative qui se développe au fil des volumes.

## Personnage principal
Gea est une adolescente qui vit seule dans un loft depuis qu'elle est devenue orpheline (si on omet la présence insaisissable de trois elfes), fréquente l'école publique, joue de la guitare basse dans un groupe, pratique le kendo et l'escrime et défend en particulier les «équilibres de la planète Terre» (de son univers et de tous ceux qui l'interpénètrent), rejetant les créatures d'autres dimensions qui franchissent dangereusement le seuil entre leur monde et le monde « humain ».
Gea fait partie de la Casta dei Baluardi (la "Caste des Ramparts") et souffre de photophobie et d'achromatopsie, comme tous ceux qui partagent sa mission, c'est pour cette raison qu'elle ne se sépare jamais de ses lunettes de soleil. Son arme est une épée magique qu'elle cache dans sa guitare basse. Elle prend les ordres d'un mystérieux coordinateur qu'elle appelle "l'oncle", qui coordonne l'activité de tous les Baluardi en action.
Gea est aidé dans son travail par un chat noir nommé Cagliostro, sur le front duquel apparaît une "étoile" blanche en cas de présence d'intrus dimensionnels quelconques.
Un grand nombre des particularités de Gea rappellent celles qui, au temps de l'Inquisition étaient associés à des sorcières: sa nature féminine, le chat, les sciences ésotériques, le manque de respect des conventions sociales, sa liberté sexuelle.
Les créatures intrusives sont celles connues dans la mythologie (Orcs, Cyclopes, Centaures, Satyres, Divinités indiennes, etc.).

## Amis et ennemis
La Mission de Gea est légèrement ambiguë. En théorie, elle devrait empêcher tout contact entre les différents mondes et donc également les échanges culturels et affectifs, mais Gea a choisi de ne pas interpréter à la lettre le règlement et accepte parfois la présence illégale de certaines créatures non dangereuses ; ceci est dû à son ascendance matrilinéaire et cela l'amène généralement à accepter ceux qui sont différents plutôt que de les attaquer.
Les démons, la race ennemie, sont les grands antagonistes de Gaïa. Ces espèces agressives et en expansion qui menacent d'envahir le monde «humain» ont comme figure de proue la Diva, un membre important de leur espèce, qui, comme couverture, dirige une maison de mode sous forme humaine.
La Diva fait partie d'une triade de démons, Lilu, Ardat-Lili (vrai nom de la Diva) et Lilitu, qui coordonnent les tentatives d'intrusion et d'invasion de la terre par leur race.
À leur tour, les Baluardi (les Ramparts) constituent un monde réel à part, même si en contact permanent avec le monde environnant plus large: en plus des baluardi normaux, qui contrôlent un territoire donné, il y a les éliminateurs (de rang supérieur et armés de hallebarde), les lourds (puants et vulgaires motards, dévoués à tout plaisir terrestre et surtout à la bière), les pieds nus (ascètes de très haut rang) et vraisemblablement d'autres qui n'apparaissent pas dans la narration.
Au cours du récit, cependant, la distinction entre les « bons » et « mauvais » devient de plus en plus difficile: Les démons ont aussi leurs propres raisons et cette ambiguïté serpente à travers les baluardi eux-mêmes, qui dans certains cas sont considérés non comme les défenseurs de la Terre et de l'équilibre du Multivers mais plus comme les gardiens des privilèges d'une caste de voyageurs dimensionnels qui craignent de perdre le pouvoir. Cette question ne sera pas dissoute même à la fin, mais il reste en vol stationnaire au-dessus de tout le récit: quelques-uns des personnages initialement positifs changent au fil du temps et commettent des atrocités réelles, les justifiant comme des nécessités de la guerre, alors que d'autres personnages qui ont travaillé contre l'invasion commence à s'opposer à l'extermination systématique de l'ennemi. La psychologie des personnages est dynamique et, en général, profonde et variée.
Les assistants de Gea sont à leur tour potentiellement l'objet de discrimination: son partenaire Leonardo a été paraplégique à la suite d'un accident, tandis que son ami Sigfrido est un homosexuel déclaré et "orca". Ahmad, le "bon flic", est né dans un camp de réfugiés palestiniens tandis que le "drôle de personnage" Frank Diderot, dit Diddly, découvre au cours de la série qu'il n'est pas humain mais qu'il fait partie d'une race extraterrestre.

## Récompenses
Luca Enoch a reçu le prix Micheluzzi 2004 du meilleur scénariste pour son travail sur Gea.

### Pages connexes
- Luca Enoch
- Fumetti
- Sergio Bonelli Editore